# Claudio Cucinotta
Claudio Cucinotta (né le 22 janvier 1982 à Latisana, dans la province d'Udine dans le Frioul-Vénétie Julienne) est un coureur cycliste italien, professionnel de 2006 à 2010.

## Palmarès
- 2002
  - Coppa 1° Maggio
- 2004
  - Circuito dell'Assunta
- 2005
  -  Champion d'Italie des élites sans contrat
- 2006
  - 2e du Gran Premio Brefer
- 2008
  - 1re étape du Tour de Slovénie
- 2010
  - 3e et 7e étapes du Tour du Japon

## Classements mondiaux
| Année           | 2006 | 2007 | 2008 | 2009 | 2010 |
| --------------- | ---- | ---- | ---- | ---- | ---- |
| UCI Asia Tour   |      |      |      |      | 132e |
| UCI Europe Tour | 658e | 401e | 440e |      | 666e |

## Palmarès sur piste
- 2000
  - 3e du championnat d'Italie de course aux points juniors
- 2007
  -  Champion d'Italie de poursuite par équipes (avec Alessandro De Marchi, Giairo Ermeti et Matteo Montaguti)
- 2008
  -  Champion d'Italie du scratch